# Teratofilija
Teratofilija je izraz kojim se opisuje seksualna privlačnost prema defomiranim ili nakaznim osobama. Teratofilija se smatra parafilijom.

## Vanjske poveznice
- Dictionary of Unusual Sexual Terms  Arhivirana inačica izvorne stranice od 6. siječnja 2009. (Wayback Machine)